# Jan Przybyło
Jan Przybyło – poseł do Sejmu Krajowego Galicji I kadencji (1861), włościanin.
Wybrany w IV kurii obwodu Tarnów, z okręgu wyborczego nr 68 Dembica-Pilzno. Złożył mandat po I sesji, na jego miejsce w 1863 wybrano Jana Kozioła.